# هيو فريزر
هيو فريزر (بالإنجليزية: Hugh Fraser) ممثل إنجليزي وُلد في السابع من أكتوبر عام 1950 في لندن ومن أشهر أدواره دور آرثر هستنغز في مسلسل أجاثا كريستي بوارو

## وصلات خارجية
- هيو فريزر على موقع IMDb (الإنجليزية)
- هيو فريزر على موقع روتن توميتوز (الإنجليزية)
- هيو فريزر على موقع ألو سيني (الفرنسية)
- هيو فريزر على موقع ميوزك برينز (الإنجليزية)
- هيو فريزر على موقع أول موفي (الإنجليزية)
- هيو فريزر على موقع قاعدة بيانات الأفلام السويدية (السويدية)
- هيو فريزر على موقع ديسكوغز (الإنجليزية)
- هيو فريزر على موقع قاعدة بيانات الفيلم (الإنجليزية)
- هيو فريزر على موقع كينوبويسك (الروسية)